# Albionbaataridae
De Albionbaataridae zijn een familie van kleine, uitgestorven zoogdieren binnen de orde Multituberculata. Fossiele overblijfselen zijn bekend uit het Laat-Jura en het Vroeg-Krijt van Europa en Azië. Deze herbivoren leefden hun onopvallende leven tijdens het Mesozoïcum, ook wel bekend als het 'Tijdperk der dinosauriërs'. Zij behoorden tot de meer afgeleide vertegenwoordigers van de informele onderorde Plagiaulacida. Het taxon Albionbaataridae werd benoemd in 1994 door Zofia Kielan-Jaworowska en Paul C. Ensom.
Leden van Albionbaataridae waren taxa ter grootte van een spitsmuis die van alle andere multituberculaten verschillen doordat ze relatief platte, multi-spits toelopende anterieure bovenste premolaren hebben, met tien tot veertien knobbels gerangschikt in drie rijen, in plaats van drie tot vier, zelden tot negen hoge knobbels in twee rijen, en doordat de linguale helling van alle premolaren bedekt is met prominente, subparallelle richels. (Kielan-Jaworowska & Hurum, 2001, p. 414).